# Carnifex (US-amerikanische Band)
Carnifex (lat. für Scharfrichter) ist eine 2005 gegründete Deathcore-Band aus San Diego County, Kalifornien. Bis zu ihrer zwischenzeitlichen Auszeit zwischen 2012 und 2013 stand die Gruppe bei Victory Records unter Vertrag und veröffentlichte dort vier Alben. Zudem erschien 2007 eine EP. Seit 2013 stehen Carnifex bei Nuclear Blast unter Vertrag.

## Geschichte

### 2005–2006: Gründung und erste Veröffentlichungen
Die Gruppe wurde Ende 2005 von Scott Lewis (Gesang), Shawn Cameron (Schlagzeug), Rick James (E-Gitarre) und Kevin Vargas (E-Bass) in Fallbrook, Kalifornien gegründet. Noch im Gründungsjahr erschien ein Demo über Enclave Records, die das Ziel hatte, die Gruppe längerfristig bei einer Plattenfirma unterzubringen. Im September 2006 verließen Rick James und Kevin Vargas Carnifex. Sie wurden kurz darauf durch Steve McMahon als Bassist und Travis Whiting als Gitarrist ersetzt.
Noch im Jahr 2006 nahmen Carnifex die EP Love Lies in Ashes auf, welche am 13. März 2007 über Acropolisrpm Records veröffentlicht wurde. Diese wurde hauptsächlich auf Konzerte und online über Händler wie iTunes vertrieben.

### 2007–2008: Debütalbum und Victory Records
Nachdem die Gruppe ihre EP Love Lies in Ashes veröffentlichte, unterschrieb die Band einen Vertrag mit dem Underground-Label This City is Burning Records und begannen mit den Arbeiten an dem Debütalbum. Während der Studioarbeiten musste die Gruppe erneut mit einem Besetzungswechsel kämpfen. Noch im März wurde Travis Whiting durch Cory Arford ersetzt. Das Debütalbum, das Dead in My Arms heißt, wurde am 12. Juli 2007 veröffentlicht. Mit der Veröffentlichung des Debütalbums begann die Gruppe vermehrt auf Konzertreisen zu gehen. Jake Anderson, welcher der Gruppe bei Konzerten als zweiter Gitarrist aushalf, wurde als festes Mitglied in die Band integriert.
Zwischen Juli und November 2007 tourte die Gruppe vermehrt durch Nordamerika und war dabei als Vorband für Gruppen wie Emmure, Whitechapel und MyChildren MyBride. Durch den ungeahnten Erfolg des Debütalbums wurde Victory Records auf die Gruppe aufmerksam. Im November verließen Anderson und McMahon die Gruppe und wurden durch Fred Calderon (E-Bass) und Ryan Gudmuns (E-Gitarre) ersetzt. Noch im November unterschrieb die Gruppe einen weltweit geltenden Plattenvertrag bei Victory.

### 2008–2009:The Diseased and the Poisoned
Das zweite Album der Gruppe, The Diseased and the Poisoned, erschien am 24. Juni 2008 weltweit. Die Platte positionierte sich auf Platz 19 der Heatseekers Charts, die durch das US-amerikanische Magazin Billboard ermittelt wird. Erstmals tourte Carnifex im Rahmen der Never Say Die! Tour durch den europäischen Kontinent. Diese Tournee fand im November 2008 statt. Dort spielte Carnifex mit Whitechapel, Protest the Hero, Architects, Despised Icon, Unearth und Parkway Drive. Diese Tournee führte die Gruppe durch Deutschland, das Vereinigte Königreich, Ungarn, Belgien, die Niederlande, Frankreich, Luxemburg, die Schweiz, Italien, Österreich und Dänemark. Carnifex sollte 2013 erneut auf dieser Tournee spielen.
Im April und Mai 2009 spielte Carnifex zum zweiten Mal eine Tournee durch Europa. Dies geschah im Rahmen der Thrash and Burn Tour. Weitere Gruppen, die auf dieser Tournee spielten, sind Bleeding Through, Darkest Hour, Beneath the Massacre, War from a Harlots Mouth, Arsonists Get All the Girls und Success Will Write Apocalypse Across the Sky. Die Konzertreise führte durch zehn Staaten in Europa. Die Thrash and Burn Tournee ist vergleichbar mit der Never Say Die! Tour, der Hell on Earth Tour und der Persistance Tour. Weitere Tourneen absolvierte die Gruppe mit Bands wie The Black Dahlia Murder, Obituary, Unleashed, Finntroll, Warbringer und Impending Doom.

### 2009–2011:Hell Chose MeundUntil I Feel Nothing
Am 28. November 2009 beendeten Carnifex die Aufnahmen am dritten Studioalbum, dass Hell Chose Me heißt und am 16. Februar 2010 weltweit auf dem Markt kam. Allein in den Vereinigten Staaten verkaufte sich das Album 3.100 mal in der ersten Verkaufswoche. Zwischen dem 10. und 13. November 2009 spielte die Gruppe die ersten Konzerte in Südamerika. Auf der Everybody is Going to Hell Tour spielten außerdem Emmure, Dr. Acula, Within the Ruins und Knights of the Abyss.
Im Mai und Juni 2010 tourte die Gruppe im Rahmen der Hell Choose Me Tour erneut durch Europa. Die Konzertreise startete am 28. Mai 2010 in Bochum und endete am 19. Juni 2010 in Trier auf dem Summerblast Festival. Die weiteren Konzerte fanden in den Niederlanden, im Vereinigten Königreich, Belgien, Spanien, Frankreich, Ungarn, Slowenien, Italien, in der Schweiz und in Schweden statt. Als Vorgruppen traten Suffokate und Veil of Maya auf. Bereits im Januar und Februar 2010 waren Carnifex im Rahmen des Bonecrusher Fests in Europa zu sehen. Mit dabei waren The Black Dahlia Murder, Obscura, 3 Inches of Blood, Necrophobic, The Faceless und Ingested.
Den Juli und August 2010 verbrachte die Gruppe auf der Summer Slaughter Tour, bei der die Gruppe unter anderem mit Decapitated, The Faceless und Veil of Maya spielte. Danach tourte Carnifex mit Gruppen wie As I Lay Dying, All That Remains und Unearth um für das Album zu werben. Am 26. Januar 2011 verkündete Sänger Lewis Scott, dass sich die Gruppe im Schreibprozess befinde um ein neues Album auf dem Markt zu bringen. Im Februar 2011 gab die Gruppe bekannt eine komplette USA-Konzertreise unter dem Namen Names Mean Nothing Tour zu absolvieren. Als Vorgruppen traten Oceano, The Tony Danza Tapdance Extravaganza und Within the Ruins auf. Zuvor tourte die Gruppe im Januar 2011 erstmals durch Australien. Nach der Australien-Konzertreise folgte umgehend eine Tournee durch Südostasien. Die Auftritte fanden in Thailand, Indonesien, Malaysia und in Singapur statt.
Im Februar und März 2011 spielte Carnifex erneut auf dem Bonecrusher Fest eine Europatournee. Außerdem traten Dying Fetus, Keep of Kalessin, Annotations of an Autopsy, Fleshgod Apocalypse, Burning the Masses und Angelus Apatrida. Am 24. August 2011 gab Lewis den Titel des vierten Studioalbums bekannt. Es heißt Until I Feel Nothing und erschien exakt zwei Monate später, am 24. Oktober 2011 weltweit. In der letzten Oktoberwoche tourte die Gruppe mit Throwdown, Suffokate und First Blood durch die USA. Danach tourte die Gruppe mehrmals, um für das Album zu werben.

### 2012–2013: Kreative Schaffenspause

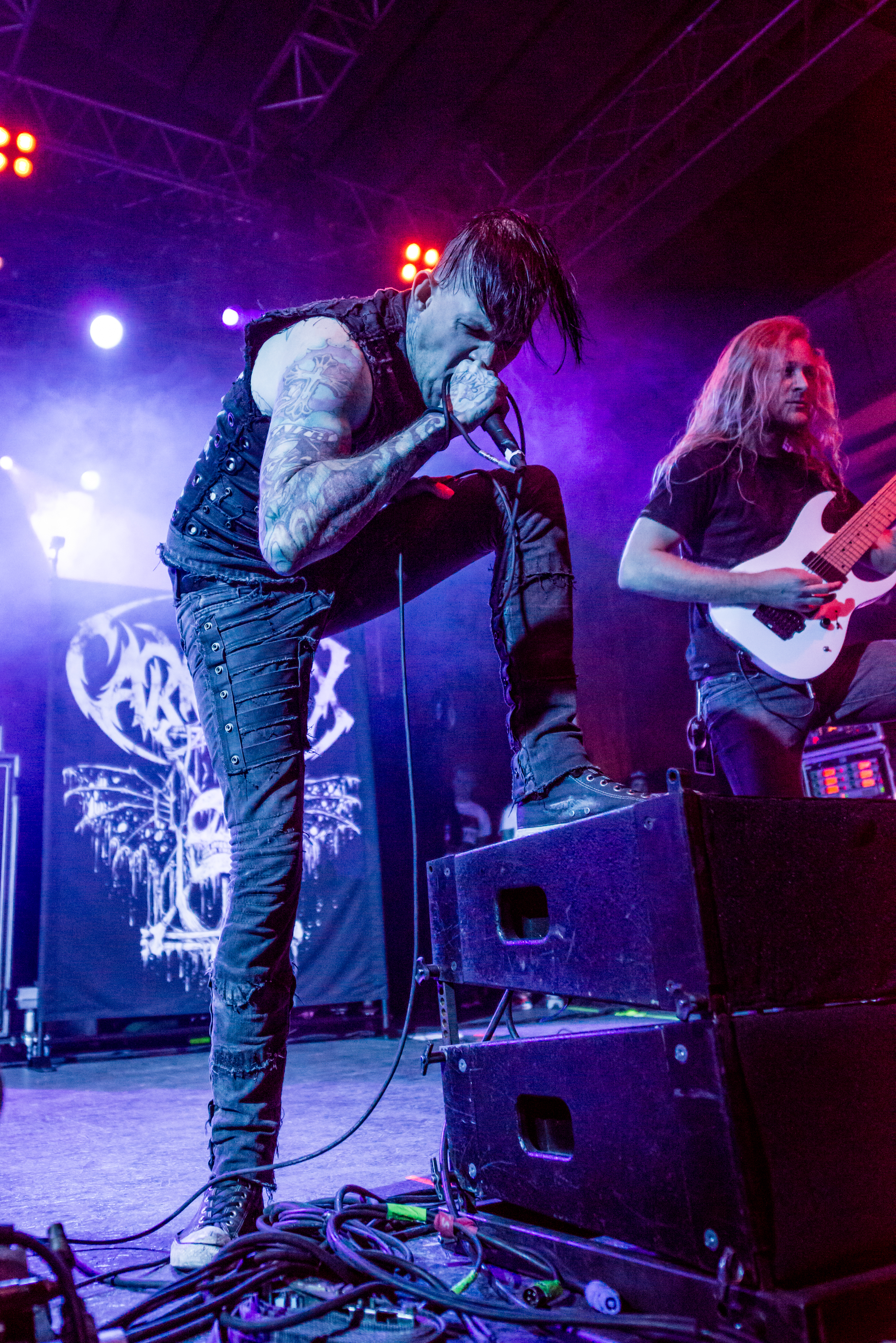
Carnifex beim Impericon Festival in Oberhausen, 2015

Im Februar und März 2012 tourte Carnifex das dritte Mal im Rahmen des Bonecrusher Fests durch Europa. Als Support traten Betraying the Martyrs, Beneath the Massacre, Molotov Solution und Within the Ruins auf. Es folgte die This is Where it Ends Tournee mit Fleshgod Apocalypse und All Shall Perish. Diese Tournee endete am 28. April 2012. Im Juni 2012 tourte die Band mit I Declare War und Rings of Saturn entlang der Westküste der Vereinigten Staaten.
Im August 2012 tourte Carnifex mit August Burns Red durch Südamerika. Es sollte die letzte Konzertreise vor der zwischenzeitlichen Trennung der Gruppe sein. Am 9. Oktober 2012 gab Lewis bekannt, dass die Gruppe eine längere Pause auf unbestimmte Zeit einlegen würde. Zudem verkündete er, dass die Gruppe davor drei letzte Shows in Kalifornien spielen werden. Auch sagte er aus, dass er unsicher über die Zukunft der Band sei:

„Fans and Friends.First and for most, a sincere thank you is in order to our fans and friends across the world. Without your support and passion, we are nothing. As of now, Carnifex is in a state of suspended animation. The reasons for this are many and complicated. Let me be clear in saying that Shawn, Cory, Ryan, Fred and I (Scott) are all still members of Carnifex. Let me also be clear in saying that although the future is very uncertain, I can say with optimism, that this is not farewell, but rather, until we meet again. Carnifex is now retreating into the obscurity we once came from. Be certain that us as individuals and as band-mates have a true love for this band. Our desire to create our brand of art and music has never been about trends or money. These things will not decide our future. We invite you to join us live, for the last time in the foreseeable future. We will be making these select dates as memorable as possible and look forward to seeing you there.“

Zwischen dem 21. und 23. Dezember 2012 spielte die Gruppe drei Konzerte in Kalifornien. Shawn Cameron gründete während der kreativen Schaffenspause der Band die Gruppe Unicorn Death in welche auch seine Frau Diana involviert ist. Mitte 2013 wurde bekannt, dass die Gruppe Ende 2013 erstmals wieder eine Konzertreise bestreiten würde.

### 2013–2015: Unterschrift bei Nuclear Blast undDie Without Hope

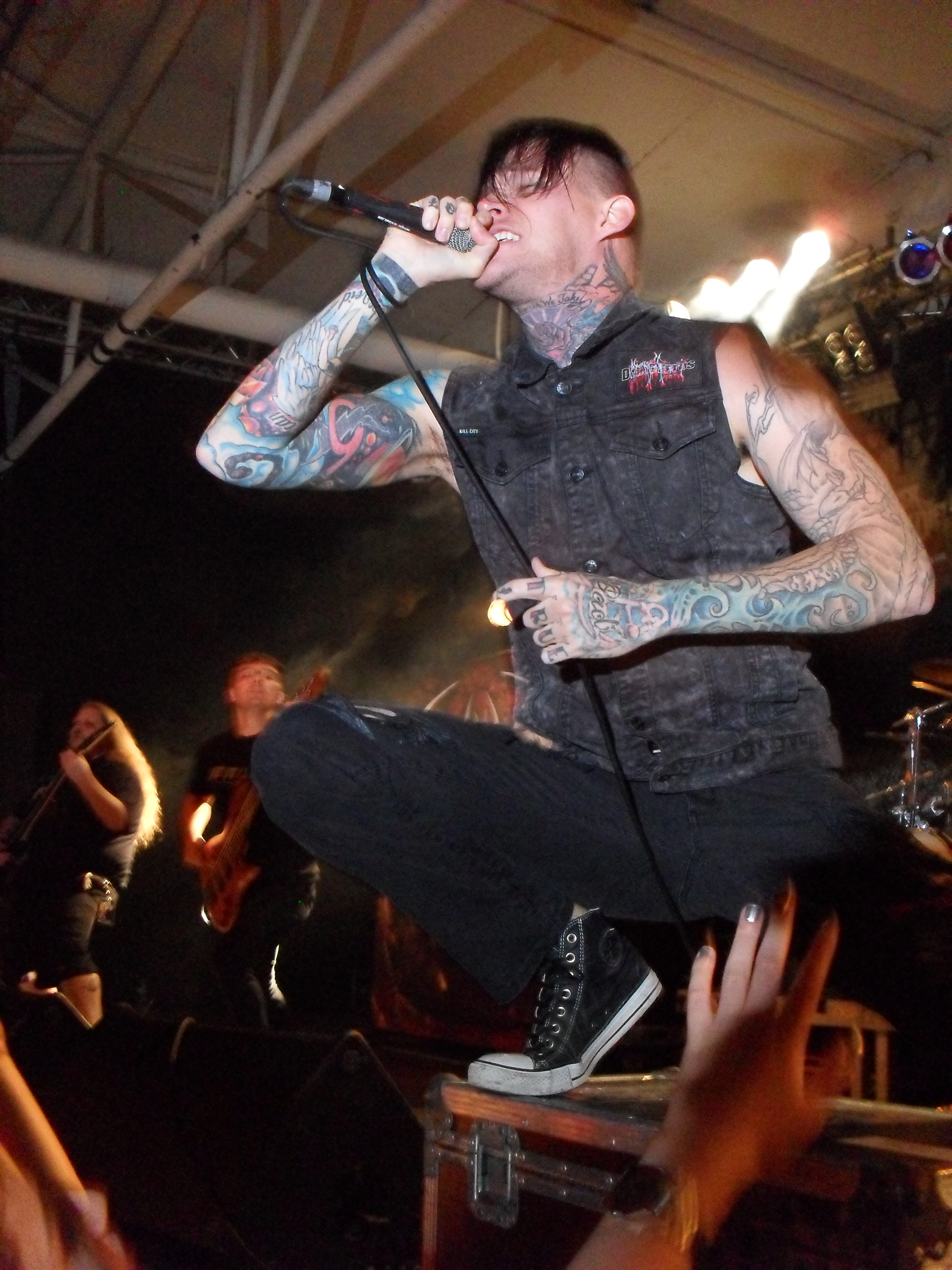
Scott Lewis in Köln (2013)

Am 10. Juni 2013 wurde angekündigt, dass Carnifex als Ersatz für Miss May I auf der Never Say Die! Tour durch Europa spielen werden. Am 9. Juli 2013 wurde die Gruppe von Nuclear Blast unter Vertrag genommen. Zudem wurde Ryan Gudmunds durch Jordan Lockrey als Gitarrist ersetzt.
Am 7. März 2014 wurde das fünfte Studioalbum, welches Die Without Hope heißt, weltweit auf dem Markt gebracht. Es stieg in mehreren offiziellen Charts ein, darunter in den USA (96) und in Deutschland (81). In einem Interview mit dem Nuclear Blast Magazin erzählte Sänger Lewis, dass die Pause, die die Gruppe im Jahr 2013 einlegte, der finanziellen Lage der Musiker geschuldet war.

„Ja, vor zwei Jahren legten wir die Band komplett auf Eis, und zu diesem Zeitpunkt war ich mir ziemlich sicher, dass CARNIFEX nie mehr auf Tour gehen oder ein neues Album herausbringen würden. Das alles hatte mit der geschäftlichen Lage der Band zu tun, denn wir waren in einer Situation, wo CARNIFEX keinerlei Profit mehr abwarfen und das ist für eine professionell hart arbeitende Band eine untragbare Situation, weil wir von der Musik leben.“

Im Februar und März 2014 tourte die Gruppe gemeinsam mit Betraying the Martyrs, I Declare War, Here Comes the Kraken und Assassins im Rahmen der  Die Without Hope Tour durch die Vereinigten Staaten. Carnifex war neben Northlane Vorband für die Europatournee von Parkway Drive und Heaven Shall Burn, welche zwischen dem 1. und 21. Dezember 2014 stattfand.
Im März des Jahres 2015 spielte die Band mit Chelsea Grin eine US-Tournee mit Sworn In, Black Tongue und The Family Ruin im Vorprogramm. Bei dem Konzert am 15. März 2015 in Cleveland, Ohio verstarb ein 21-jähriger Konzertbesucher aus unbekannten Gründen. Im Oktober 2015 folgte eine Europatour, die von Fallujah und Within the Ruins als Vorgruppen begleitet wurde. Diese Konzertreise wurde zum zehnjährigen Bestehen der Band zelebriert.

### Seit 2015: Sechstes StudioalbumSlow Death
Im Juni des Jahres 2015 gab Mick Kenney von Anaal Nathrakh bekannt, dass die Gruppe mit der Vorproduktion ihres inzwischen sechsten Studioalbums begonnen habe. Kenney fungierte bei den Aufnahmen des Albums als Produzent. Das Album wurde ab April 2016 in den Audiohammer Studios aufgenommen. Des Weiteren waren Jason Suecof und Mark Lewis an den Aufnahmen beteiligt. Wenige Tage später wurde mit Slow Death die erste Single mitsamt Musikvideo veröffentlicht.
Das Album wurde am 5. August 2016 weltweit über Nuclear Blast veröffentlicht.
Zwischen dem 23. Juli und 21. August 2016 spielt die Gruppe gemeinsam mit Cannibal Corpse, Nile, Krisiun, After the Burial, Suffocation, Revocation, Ingested und Slaughter to Prevail im Rahmen der jährlich stattfindenden Summer Slaughter Tour in den Vereinigten Staaten.

## Stil
Der musikalische Stil Carnifex’ hat sich im Laufe der letzten Jahre geändert. Spielte die Gruppe zu Anfangszeiten der Band noch den klassischen Deathcore, so hat sich der Musikstil der Formation aus San Diego ab dem 2011er-Album Until I Feel Nothing mehr zum Death- bzw. Melodic Death Metal gewandelt, wobei die Gruppe immer noch sehr dem Deathcore zugeordnet wird.
In einem Interview mit dem deutschen Musikmagazin Metal Hammer verrät Sänger Scott Lewis, dass Bands wie The Black Dahlia Murder, In Flames, Arch Enemy und Dissection musikalische Einflüsse auf die Band haben.

„Absolut! The Black Dahlia Murder, In Flames, Dissection, Arch Enemy und andere Gruppen werden immer einen großen Einfluss auf Carnifex haben. Letztendlich haben wir unseren bereits bestehenden Sound nur verfeinert, aber nicht großartig neue Einflüsse integriert.“

## Diskografie

### Alben
- 2007: Dead in My Arms
- 2008: The Diseased and the Poisoned
- 2010: Hell Chose Me
- 2011: Until I Feel Nothing
- 2014: Die Without Hope
- 2016: Slow Death
- 2019: World War X
- 2021: Graveside Confessions
- 2023: Necromanteum

### EPs und Demos
- 2006: Carnifex (EP)
- 2006: Hope Dies with a Decadent (Demo)
- 2006: Love Lies in Ashes (EP)
- 2018: Bury Me in Blasphemy (EP)

### Musikvideos
- 2007: Lie to My Face
- 2008: Answers in Mourning
- 2010: Hell Chose Me
- 2010: Sorrowspell
- 2011: Until I Feel Nothing
- 2014: Die Without Hope
- 2016: Drown Me in Blood
- 2016: Slow Death
- 2018: Bury Me in Blasphemy
- 2019: World War X